# Uranophora fenestrata
Uranophora fenestrata là một loài bướm đêm thuộc phân họ Arctiinae, họ Erebidae.